# Céphéide de type II

Types de variables intrinsèques dans le diagramme de Hertzsprung-Russell.

Les céphéides de type II sont des étoiles variables qui pulsent sur des périodes comprises typiquement entre 1 et 50 jours,. Ce sont étoiles de population II : âgées, habituellement pauvres en métaux et de faible masse.
Comme toutes les variables céphéides, celles de type II suivent une relation entre la luminosité de l'étoile et sa période de pulsation, ce qui les rend utiles comme chandelles standard pour établir des distances quand peu d'autres données sont disponibles,.
Des céphéides de type II à plus longue période, plus lumineuses, ont été détectées au-delà du Groupe local dans les galaxies NGC 5128 et NGC 4258,,,.

## Classification

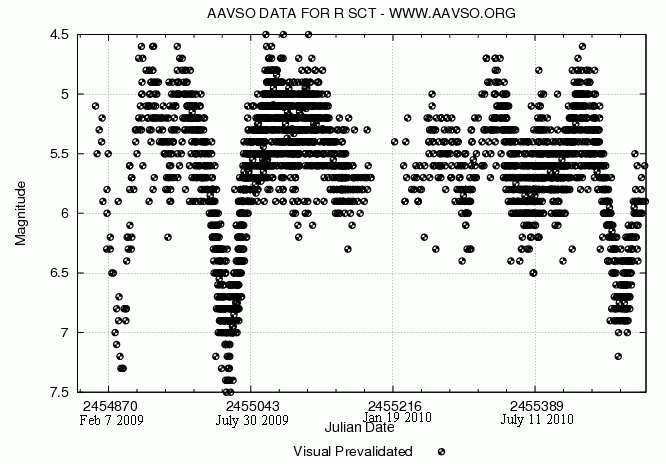
Courbe de lumière de R Scuti (AAVSO).

Historiquement, les céphéides de type II furent appelées variables de type W Virginis, mais elles sont maintenant divisées en trois sous-types selon la longueur de leur période. Les étoiles ayant des périodes entre 1 et 4 jours sont du sous-type BL Herculis et celles de périodes 10–20 jours sont du sous-type W Virginis. Les étoiles avec des périodes supérieures à 20 jours et qui alternent habituellement entre un minimum profond et un minimum peu profond, appartiennent au sous-type RV Tauri. Les variables RV Tauri sont habituellement classées selon une période conventionnelle entre deux minima profonds, donc de 40 jours ou plus,.
Les divisions entre les types ne sont pas toujours claires ou acceptées. Par exemple, la ligne de séparation entre les types BL Her et W Vir est fixée à une valeur comprise entre 4 et 10 jours, sans séparation évidente entre les deux. Les variables RV Tau ne présentent pas toujours des minima alternés clairs, tandis que certaines étoiles W Vir en ont. Néanmoins, on pense que chaque type correspond à un stade d'évolution différent, les étoiles BL Her étant des objets brûlant de l'hélium dans leur cœur et se déplaçant de la branche horizontale vers la branche asymptotique des géantes (AGB), les étoiles W Vir subissant une combustion en coquille de l'hydrogène ou de l'hélium sur la boucle bleue, et les étoiles RV Tau étant des objets post-AGB proches ou à la fin de la fusion nucléaire.
Les étoiles RV Tau montrent en particulier des irrégularités dans leurs courbes de lumière, avec des variations lentes de luminosité des maxima et des minima, des variations de période, des intervalles avec des faibles variations, et parfois une phase temporaire avec un comportement chaotique. R Scuti a l'une des courbes de lumière les plus irrégulières.

## Propriétés
Les propriétés physiques de toutes les variables céphéides de type II sont très mal connues. Par exemple, on s'attend à des masses voisines ou inférieures à celle du Soleil, mais seulement quelques céphéides de type II ont leurs masses connues de manière fiable.

## Relation période-luminosité
Pour une période donnée, les céphéides de type II sont plus faibles que leurs cousines céphéides classiques d'environ 1,6 magnitudes. Les variables céphéides sont utilisées pour établir la distance du centre galactique, d'amas globulaires et de galaxies,,,,,,.

## Exemples
Les céphéides de type II ne sont pas aussi bien connues que leurs de cousines de type I, avec seulement un couple d'exemples visibles à l'œil nu. Dans cette liste, la période indiquée pour les variables de type RV Tauri est l'intervalle entre deux minima profonds successifs, donc deux fois la période comparable à celles des autres sous-types.
Cette liste est dynamique en ce qu'elle évolue régulièrement et ne sera peut-être jamais complète. Vous pouvez la compléter en citant des sources fiables.
| Désignation            | Constellation    | Magnitude apparente maximale (mv) | Magnitude apparente minimale (mv) | Variation de magnitude | Période (jours) | Type spectral     | Sous-type | Commentaire             |
| ---------------------- | ---------------- | --------------------------------- | --------------------------------- | ---------------------- | --------------- | ----------------- | --------- | ----------------------- |
| RU Camelopardalis      | Girafe           | 8,1                               | 9,79                              | 1,61                   | 22              | C0,1-C3,2e(K0-R0) | W Vir     | riche en carbone        |
| Kappa Pavonis          | Paon             | 3,91                              | 4,78                              | 0,87                   | 9,09423         | F5-G5I-II         | W Vir     | membre le plus brillant |
| R Scuti                | Écu              | 4,2                               | 8,6                               | 4,4                    | 146,5           | G0Iae-K2p(M3)Ibe  | RV Tau    | membre très brillant    |
| RV Tauri               | Taureau          | 9,5                               | 13,5                              | 4,0                    | 78,5            | G2eIa-M2Ia        | RV Tau    | prototype               |
| RT Trianguli Australis | Triangle austral | 9,43                              | 10,18                             | 0,35                   | 1,9461124       | F8:(R)-G2I-II     | BL Her    | riche en carbone        |
| AL Virginis            | Vierge           | 9,10                              | 9,92                              | 0,82                   | 10,3065         | F0-F8             | W Vir     |                         |
| W Virginis             | Vierge           | 9,46                              | 10,75                             | 0,87                   | 17,2736         | F0Ib-G0Ib         | W Vir     | prototype               |